# Banca Arnús
La Banca Arnús fue una entidad financiera fundada en 1846 por Evaristo Arnús y Ferrer. Su patrimonio provenía  del corretaje de algodones y de la especulación financiera en bolsa. Estaba especializado en la colocación de valores mobiliarios. El 1910 sufrió una escisión, convirtiéndose parcialmente en Sociedad Anónima Arnús-Garí y en una nueva Banca Arnús. Una fue gestionada por Manuel Arnús y Josep Garí y la otra por Gonçal Arnús. Las dos fueron adquiridas en 1942, una por Banesto y la otra por el Banco Central Hispanoamericano.

## Directores destacados
- Evarist Arnús
- Francesc de Paula Gambús Rusca